# ファロッピオ
ファロッピオ（伊: Faloppio）は、イタリア共和国ロンバルディア州コモ県にある、人口約4,700人の基礎自治体（コムーネ）。

## 地理

### 位置・広がり
コモ県南西部のコムーネ。県都コモから西へ9kmの距離にある。

#### 隣接コムーネ
隣接するコムーネは以下の通り。
- アルビオーロ
- コルヴェルデ
- オルジャーテ・コマスコ
- ウッジャーテ・コン・ロナーゴ

### 地震分類
イタリアの地震リスク階級 (it) では、4 に分類される
。